# Roberta Williams
Pour les articles homonymes, voir Roberta Williams (homonymie) et Williams.
Roberta Williams née le 16 février 1953 à Los Angeles, est une créatrice de jeu vidéo américaine. Elle est à l'origine du jeu vidéo Mystery House, le premier jeu d'aventure graphique, dont le succès fut tel qu'avec son mari Ken Williams, elle créa On-Line Systems en 1980 qui devint en 1982, Sierra On-Line. On lui doit de nombreux autres classiques du jeu d'aventure.

## Début de vie et carrière
Roberta Heuer naît à Los Angeles et grandit Californie du Sud, fille d’un inspecteur agricole. Enfant timide dotée d’une imagination vive, elle invente souvent des histoires d’aventure et de contes de fées pour divertir sa famille. Elle s’allonge dans son lit et imagine des situations fantastiques, qu’elle décrit parfois comme ses « films ».  Adolescente, elle rencontre Ken Williams, son futur époux, avec qui elle entame une relation. Après le lycée, elle devient employée administrative au département des services sociaux du comté de Los Angeles, en partie grâce aux relations de son père dans l’administration locale. Fin 1972, elle épouse Ken, quelques jours seulement après son dix-huitième anniversaire, et donne naissance à leur premier fils en novembre 1973. Le couple s’installe brièvement dans l’Illinois, où elle travaille comme opératrice informatique, avant de revenir à Los Angeles. Elle y est embauchée chez Lawry’s Foods comme programmeuse en COBOL.
En 1979, le couple a deux enfants. Ken travaille comme programmeur et consultant informatique, utilisant des mainframe IBM. Ils souhaitent quitter Los Angeles pour réaliser leur rêve de vivre en pleine nature. Alors que Ken réfléchit à une activité technologique viable hors des grandes villes, Roberta achète un ordinateur Apple II pour la famille,, ce qui pèse sur leurs finances. Elle développe une passion pour l'informatique en découvrant les jeux d'aventure textuels.

## Carrière de conceptrice de jeux

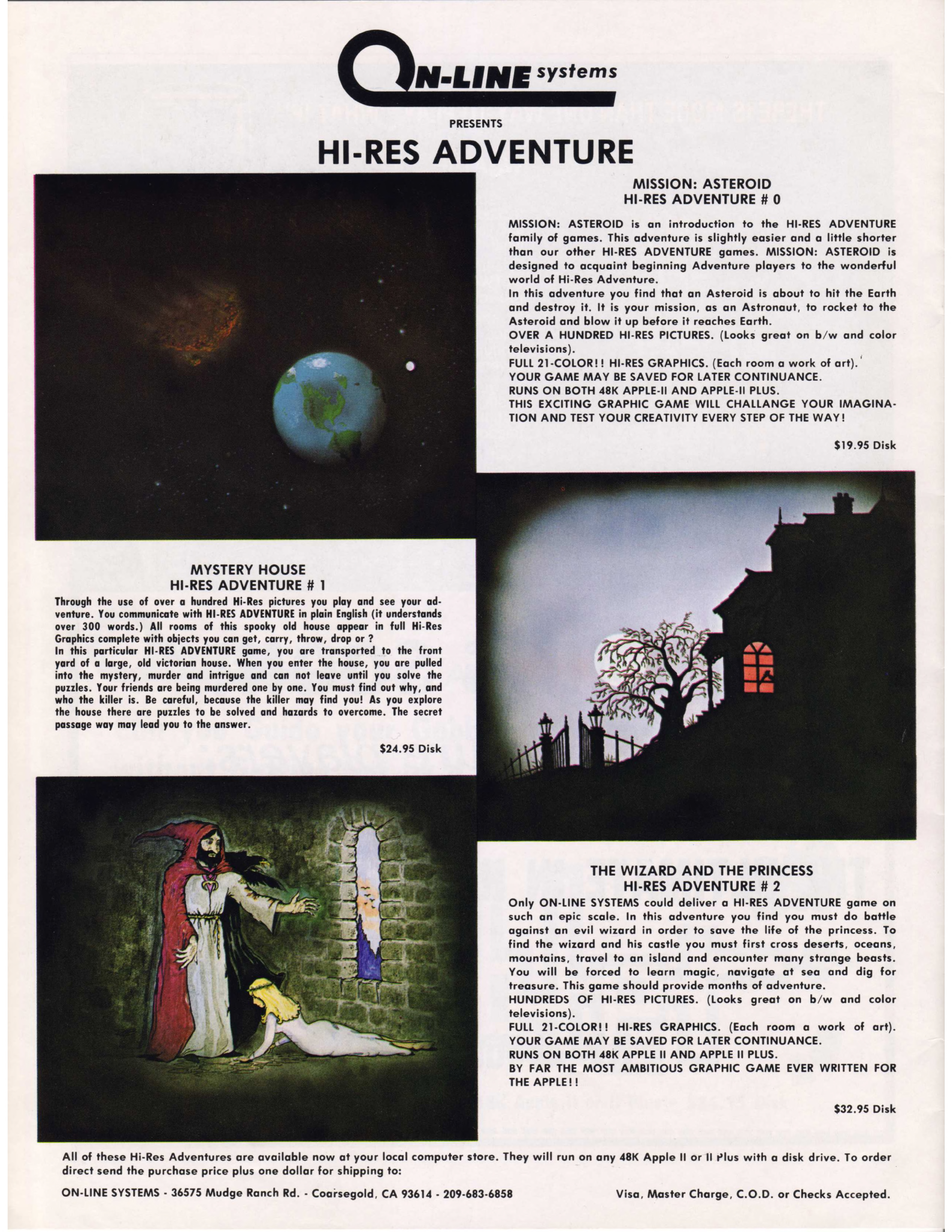
Publicité tirée du numéro de juin 1981 de The On-Line Letter de On-Line Systems pour quelques jeux d'aventure Hi-Res, dont Mystery House et The Wizard and the Princess.

Vers 1979, Roberta Williams joue régulièrement à des aventures textuelles sur sa machine téléscripteur, et se passionne notamment pour Colossal Cave Adventure. Cette expérience l’amène à partager avec son mari, Ken Williams, sa vision de ce que pourrait être un jeu vidéo, en s’inspirant du roman And Then There Were None d’Agatha Christie ainsi que du jeu de société Clue,. Roberta le persuade d’apporter ses compétences techniques pour programmer le jeu, tandis qu’elle-même met à profit son expérience de la fiction et de la narration. Elle réalise les illustrations sur un Apple II à l’aide d’un Versawriter, une tablette graphique permettant de décalquer à la main une image sur papier pour la transférer à l’ordinateur,. Aucun programme n’existant alors pour interpréter les images issues du Versawriter, Ken en développe un lui-même, parvenant à compresser près de 70 images sur une seule disquette.

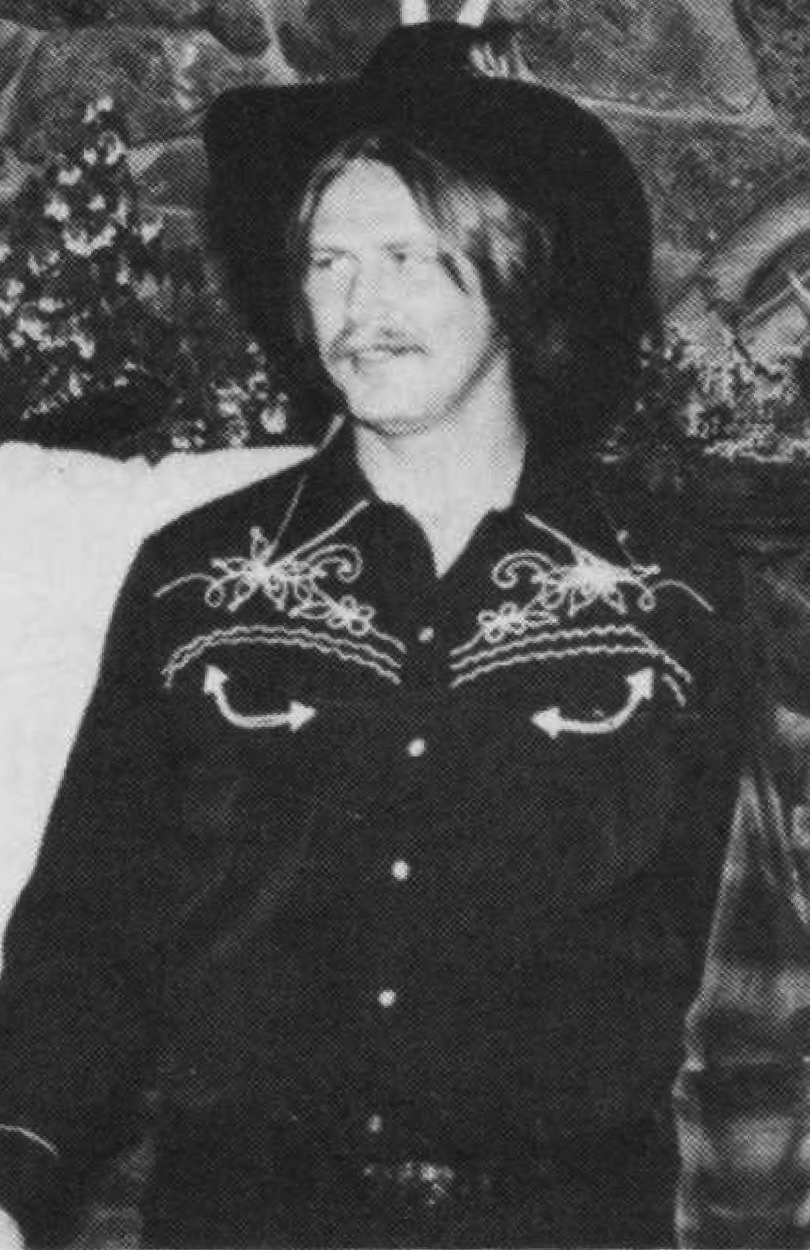
Ken Williams, mari de Roberta et cofondateur de Sierra

Le résultat est Mystery House, un jeu d’aventure doté de graphismes en noir et blanc, conçu pour l’ordinateur Apple II. Sorti en 1980, le jeu est distribué par correspondance et fait l’objet de publicités dans des magazines informatiques sous le nom de la société de conseil de Ken, On-Line Systems. Le titre se vend rapidement à dix mille exemplaires, Roberta s’occupant elle-même de l’emballage des disquettes et des documents d’accompagnement dans des sacs Ziploc, tout en répondant au téléphone de leur domicile pour fournir des indices aux joueurs. Ken commence à distribuer en personne des exemplaires du jeu auprès de magasins d’informatique. Il quitte alors son emploi de consultant, espérant que cette initiative permettra au couple de quitter la ville à terme.
Plus tard la même année, ils lancent The Wizard and the Princess, une version améliorée de leur précédent jeu, intégrant des graphismes en couleur et un effet de tramage (dithering),. Le jeu se vend à 60 000 exemplaires, ce qui les conduit à recruter davantage d’employés pour la distribution et la programmation. Portée par le succès de ses deux premiers titres, On-Line Systems abandonne progressivement le conseil pour se consacrer entièrement au développement de jeux vidéo.
Les ambitions de Roberta s’élargissent avec la conception de Time Zone, un jeu de voyage temporel couvrant plusieurs millénaires, distribué sur douze disquettes lors de sa sortie en 1982. À la même période, ses parents prennent leur retraite et s’installent à Oakhurst, en Californie, où elle espère également pouvoir s’établir. Avec la croissance de leur entreprise, le couple parvient à déménager On-Line Systems de Simi Valley à Coarsegold, en Californie. Ils rebaptisent alors leur société Sierra On-Line, en référence à leur nouvelle implantation près de la chaîne des montagnes de la Sierra Nevada.

### Percée deKing's Quest(1983-1994)
En 1983, les nouveaux investisseurs de Sierra encouragent l’entreprise à se diversifier en produisant des cartouches de jeux vidéo pour des plateformes comme l’Atari. Peu après, l’industrie du jeu vidéo connaît un krach, et le conseil d’administration de Sierra commence à envisager une fusion avec Spinnaker Software (en), une société spécialisée dans les logiciels éducatifs. Lors de la présentation de la proposition de fusion au conseil, Roberta réagit vivement en déclarant : « Ces gars-là sont une blague. Personne dans l’industrie ne les respecte. Ne pourrait-on pas parler de quelque chose de plus productif ? ». Bien que Ken Williams soit favorable à l’accord, Roberta s’y oppose fermement, et la fusion n’a finalement pas lieu. Sierra est contrainte de réduire ses effectifs à 30 employés, et la famille Williams hypothèque sa maison afin de pouvoir payer les salariés restants.

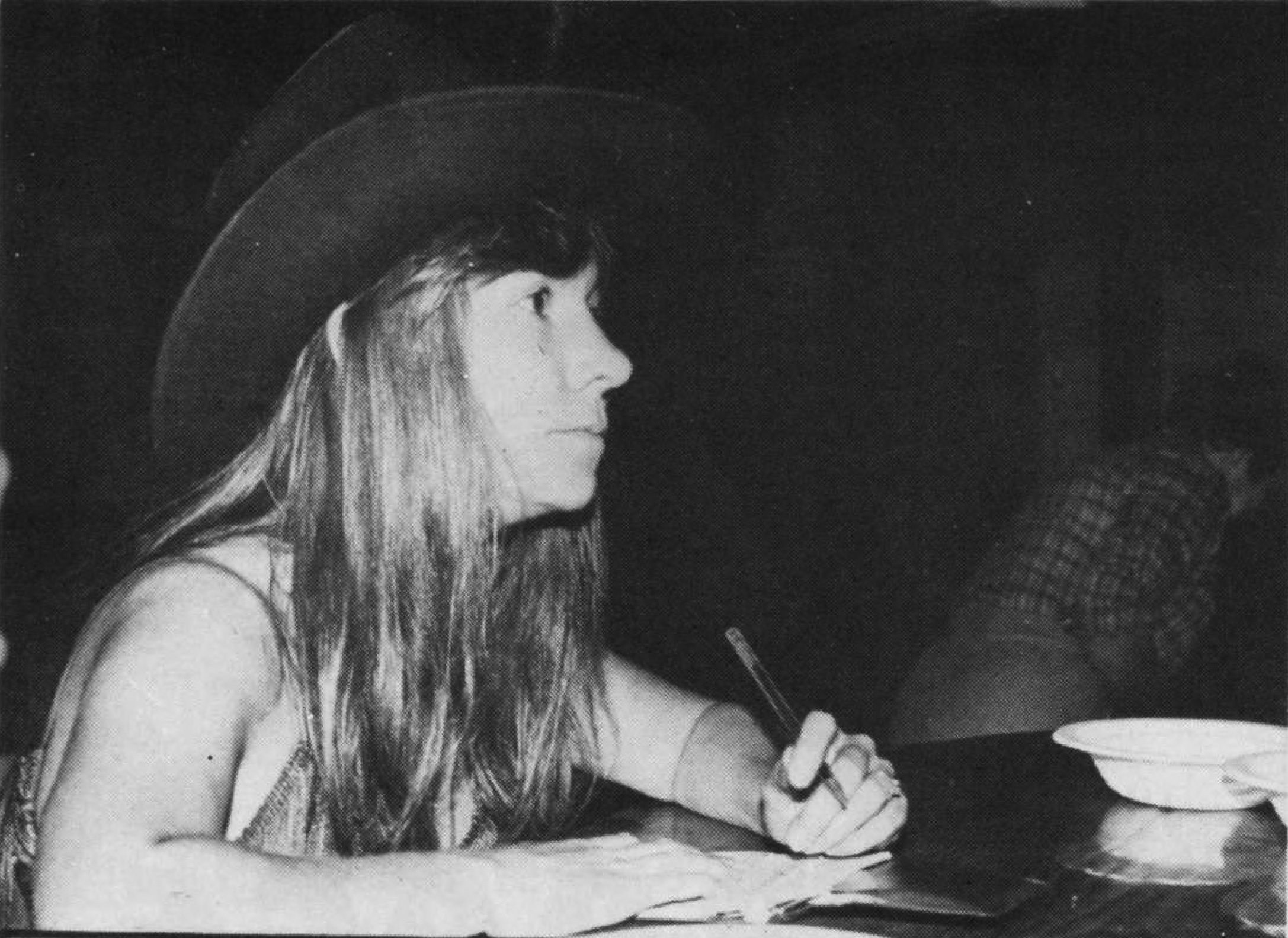
Roberta Williams lors de la célébration du premier anniversaire de On-Line Systems, 1981

Sierra entretient une relation privilégiée avec IBM lors du développement de l’IBM PC, et Wizard and the Princess fait partie des premiers jeux adaptés à cette machine sous le titre Adventure in Serenia. Alors que Sierra traverse des difficultés financières, IBM propose d’investir dans l’entreprise en difficulté, dans l’espoir de créer un jeu capable de démontrer les capacités techniques de son futur IBM PCjr. Roberta aspire à approfondir son travail sur The Wizard and the Princess en concevant un jeu d’aventure entièrement animé dans un univers pseudo-3D. Ce projet aboutit en 1984 à la sortie de King’s Quest, imaginé comme une synthèse de contes de fées classiques à explorer de manière interactive. Bien que le PCjr soit un échec commercial, King’s Quest est porté sur de nombreuses autres plateformes et devient rapidement un best-seller. Le jeu est considéré comme révolutionnaire grâce à ses éléments pseudo-3D, permettant au personnage du joueur de se déplacer devant, derrière ou au-dessus des objets présents à l’écran,. Il s’agit également du premier jeu informatique à prendre en charge le standard graphique EGA 16 couleurs, établissant un nouveau modèle pour les futurs jeux d’aventure graphiques.

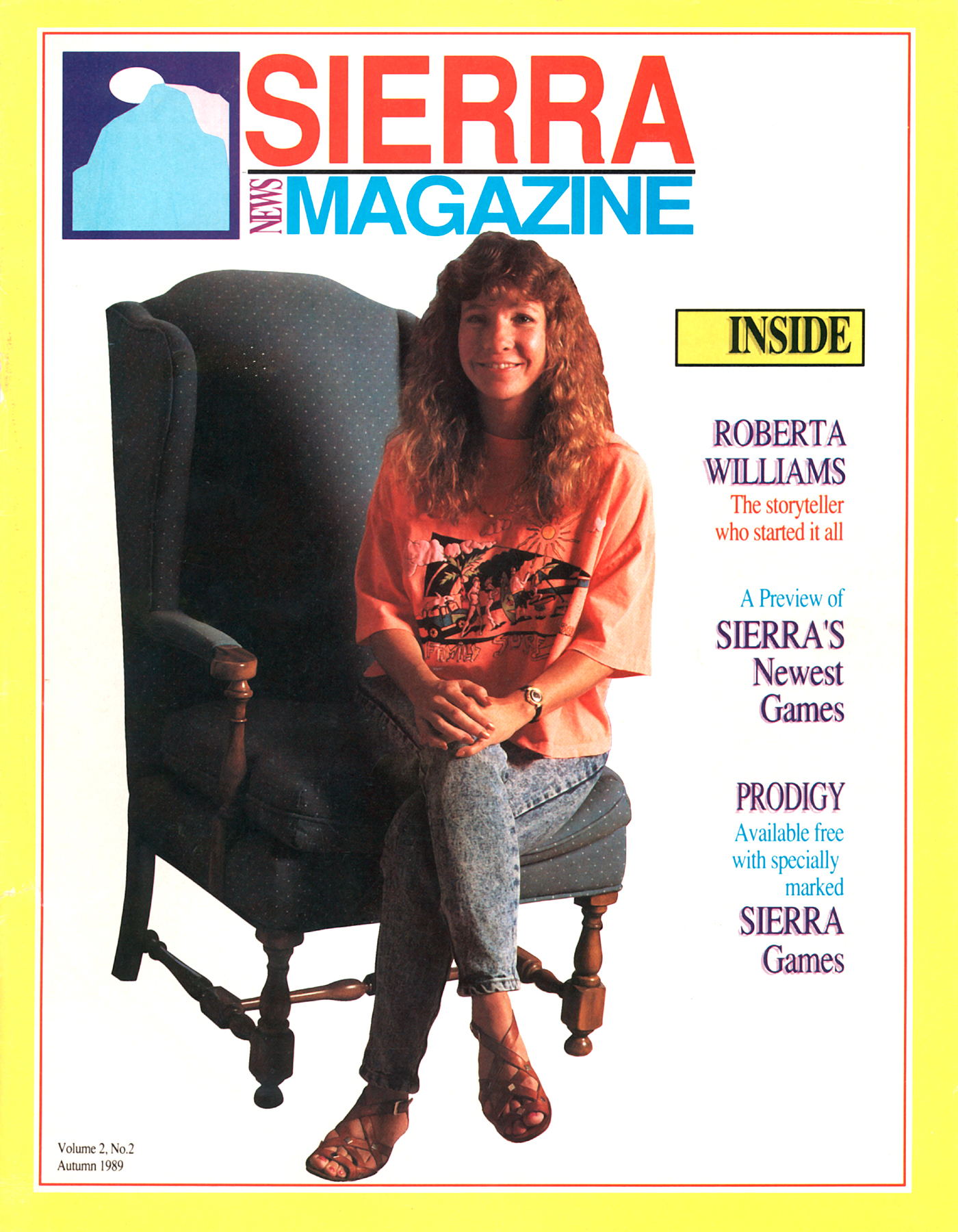
Roberta Williams en couverture de l'édition d'automne 1989 du Sierra Magazine

Roberta continue de concevoir la série King’s Quest, qui se distingue par son style narratif unique ainsi que par ses graphismes et technologies de plus en plus avancés. Sorti en 1986, King’s Quest III: To Heir is Human est plus vaste et plus long que ses prédécesseurs, et figure dans la liste des « 50 Meilleurs Jeux Vidéo de Tous les Temps du magazine Time ». Lors de la sortie de King’s Quest IV: The Perils of Rosella en 1988, le jeu se démarque par plusieurs innovations : il fait partie des premiers titres à prendre en charge les cartes son, et l’utilisation de la souris dans un jeu d’aventure. Il est également l’un des premiers jeux à mettre en scène une protagoniste féminine,, un choix créatif amorcé par Williams avec l’introduction du personnage dans l’opus précédent. Certains de ses collègues l’avertissent que cela pourrait dissuader les joueurs masculins, mais le jeu rencontre un succès commercial encore supérieur aux volets précédents. Une enquête menée après la sortie révèle que la plupart des hommes ne sont pas dérangés par le fait d’incarner un personnage féminin, tandis que de nombreuses joueuses apprécient cette expérience. Sierra reçoit des cartes d’enregistrement indiquant qu’environ 40 % du public est féminin, ce qui conduit certains journalistes à attribuer à Williams l’expansion de la base de joueurs sur ordinateur personnel. King’s Quest IV est aujourd’hui considéré comme l’un des jeux vidéo les plus influents de tous les temps, ayant notamment inspiré la conception de Maniac Mansion et d’autres jeux d’aventure de LucasArts.
Williams continue de concevoir d’autres titres, notamment le jeu éducatif Mixed-Up Mother Goose, qui dépasse les 500 000 exemplaires vendus. La version CD-ROM remporte le Software Publishers Association Excellence in Software Award du meilleur programme éducatif pour jeunes enfants. En 1989, elle lance The Colonel's Bequest, un jeu d’aventure mystérieux qui reprend et approfondit certaines idées de Mystery House, en intégrant des graphismes plus détaillés et un système d’analyse de texte amélioré. Le jeu reste rare pour son époque en mettant en scène une protagoniste féminine, et s’éloigne du modèle traditionnel du jeu d’aventure pour proposer une expérience interactive plus axée sur l’exploration et la découverte de l’intrigue. Avec la sortie de King’s Quest V en 1990, la série continue d’innover en introduisant pour la première fois une interface basée sur des icônes,. Le jeu reçoit un accueil critique enthousiaste et remporte plusieurs récompenses lors de sa sortie,,. En 1996, Computer Gaming World l’inclut dans sa liste des meilleurs jeux de tous les temps.
Au début des années 1990, Sierra devient une entreprise cotée en bourse, générant un chiffre d’affaires annuel de 100 millions de dollars. En 1991, la société publie The Dagger of Amon Ra, une suite de The Colonel's Bequest reposant sur des personnages et concepts créés par Roberta Williams. Parallèlement, Williams collabore avec Jane Jensen à la conception de King’s Quest VI. Sorti en 1992, le jeu est salué par plusieurs publications comme l’un des meilleurs jeux d’aventure, voire comme l’un des meilleurs jeux tout court,,. À la moitié des années 1990, Roberta Williams est considérée comme la conceptrice la plus populaire de l’entreprise, notamment grâce au succès de la série King’s Quest. Cette saga demeure à ce jour la seule série de jeux vidéo créée et dirigée par une conceptrice.

### Derniers jeux et fin de carrière (1995–1999)

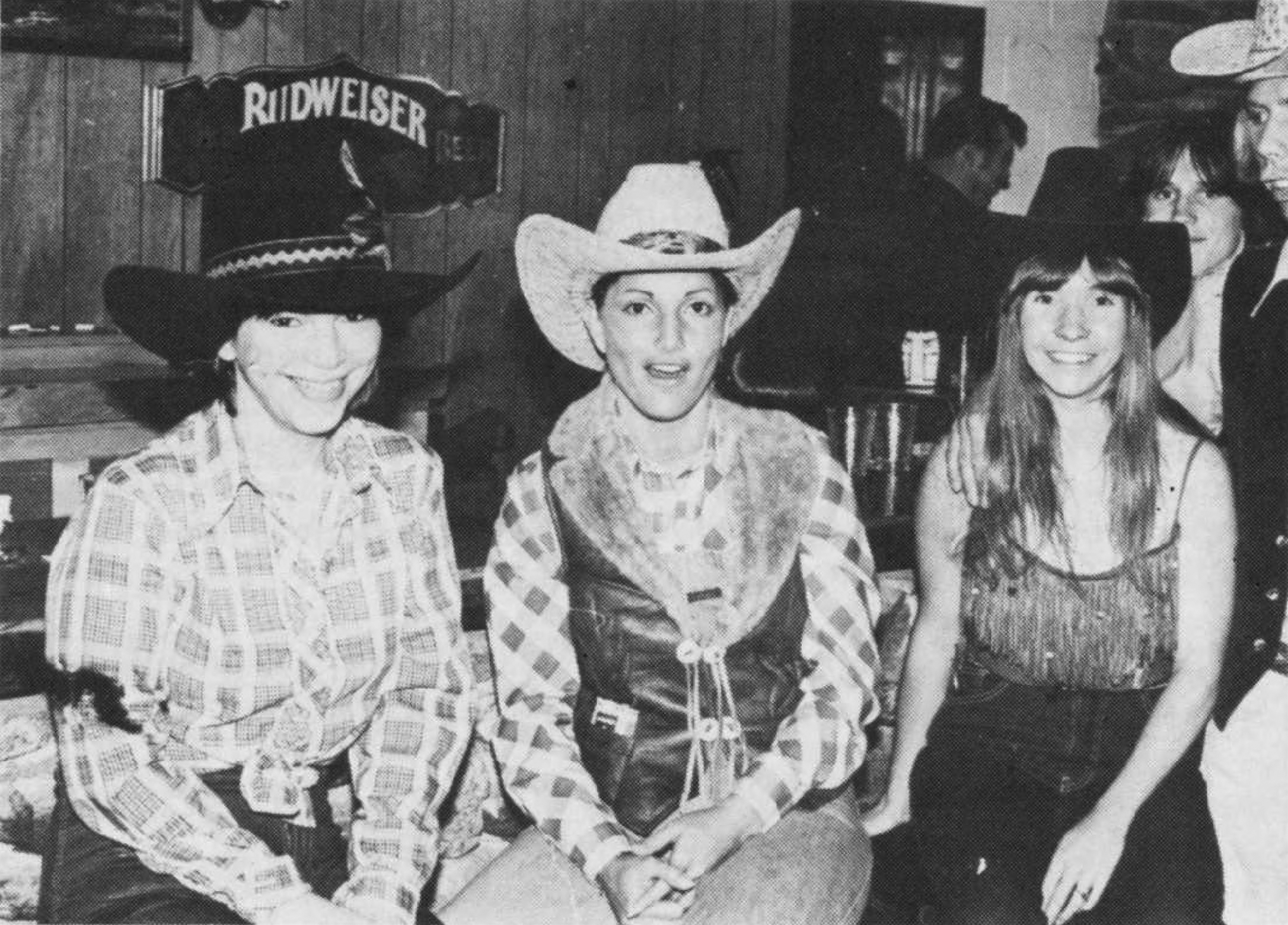
Roberta Williams (à droite) avec Maria Stahl (à gauche) et Diane Siegal (au milieu), deux autres employées de On-Line Systems, lors de la célébration du premier anniversaire de l'entreprise en 1981.

Williams s’éloigne temporairement de la série King’s Quest en concevant Phantasmagoria, un jeu d’aventure horrifique au réalisme prononcé. Admiratrice de longue date des romans de Stephen King, elle s’est souvent interrogée sur la possibilité de créer un jeu vidéo véritablement terrifiant. Estimant qu’il serait difficile de susciter une véritable peur sans recourir à des acteurs réels, elle opte pour une réalisation intégralement en vidéo à prises de vues réelles (full-motion vidéo).
La production mobilise près de deux cents personnes, repose sur un scénario de plus de cinq cents pages, et atteint un coût total de 4 millions de dollars. Conçu comme un titre mature destiné à un public adulte, le jeu est commercialisé comme un film interactif, réparti sur sept CD-ROM. Bien que Phantasmagoria reçoive un accueil critique mitigé, il devient l’un des jeux d’aventure les plus rentables, et le plus grand succès commercial de Sierra, avec plus d’un million d’exemplaires vendus dès sa sortie en 1995. Williams le considère comme son jeu préféré.
En 1996, Sierra est vendue à CUC International pour plus d’un milliard de dollars en actions,. Roberta Williams s’oppose initialement à l’accord, tandis que plusieurs cadres de Sierra expriment des doutes sur la transparence financière de CUC. Elle finit toutefois par accepter, reconnaissant que les conditions de la transaction sont trop avantageuses pour être refusées et qu’elle pourrait être poursuivie en justice par les actionnaires si elle ne cherchait pas à maximiser leur valeur. Sous la direction de CUC, la gestion et la prise de décision de Sierra sont profondément transformées, ce qui conduit Ken Williams à quitter son poste au sein de l’entreprise pour travailler directement auprès de la nouvelle société mère. La restructuration imposée par CUC entraîne également des licenciements. Roberta Williams prend alors un congé sabbatique de l’industrie du jeu vidéo, tandis que Sierra publie The Roberta Williams Anthology, une compilation de quatorze de ses jeux.
Roberta Williams retourne au développement de jeux au début de l’année 1997 pour travailler sur King’s Quest: Mask of Eternity. Elle souhaite réintroduire une forme d’interactivité absente dans Phantasmagoria, tout en exploitant les avancées technologiques en matière de graphismes 3D. Cependant, Sierra a profondément changé sous sa nouvelle direction, qui insiste pour intégrer des éléments inspirés de jeux de rôle populaires comme Diablo, au détriment des mécaniques d’aventure traditionnelles de la série,. Lorsque Williams tente de retirer certains de ces éléments de jeu de rôle, l’équipe les réintègre systématiquement, créant un conflit de pouvoir avec la direction. Frustrée par sa perte d’autonomie et inquiète face aux premières accusations de fraude financière visant CUC, elle envisage avec Ken Williams de vendre leurs actions. Le couple finit par se désengager de l’entreprise : Ken démissionne fin 1997, tandis que Roberta reste pour achever le développement de Mask of Eternity. Sorti en 1998, le jeu est perçu comme un échec critique et commercial, entraînant de nouveaux licenciements ainsi que la vente de Sierra à Vivendi. La même année, CUC est reconnue coupable de fraude financière, ayant exagéré ses revenus de plus d’un demi-milliard de dollars, soit l’équivalent de 960 millions de dollars en 2024. Le déclin de Sierra affecte profondément Roberta Williams sur le plan émotionnel, qui quitte définitivement l’entreprise en 1999. Au cours des années 2000, les actifs de Sierra sont absorbés par Activision Blizzard, à la suite d’une fusion entre Activision et Vivendi.

## Retraite
Après la sortie de King's Quest: Mask of Eternity, Roberta Williams déclare en 1999 prendre une pause dans l'industrie du jeu vidéo. En réalité, elle et son mari Ken Williams ont signé une clause de non-concurrence avec CUC, les empêchant de travailler dans ce domaine pendant cinq ans. Selon Ken, « au moment où ces cinq années se sont écoulées, nous étions passés à autre chose », ce qui met un terme à la carrière de Roberta Williams dans l'industrie vidéoludique après 18 ans d'activité et la création de 20 jeux. À cette époque, elle se retire de la vie publique et accorde rarement des interviews. Lors d’un entretien exceptionnel en 2006, elle affirme que sa plus grande réussite reste Phantasmagoria, tout en exprimant son attachement à la série King's Quest, qu’elle considère déterminante pour ses débuts. Elle déclare alors que sa carrière de conceptrice de jeux appartient au passé et qu’elle se consacre à l’écriture d’un roman historique. Elle se passionne également pour les voyages, et devient une navigatrice enthousiaste aux côtés de son mari.

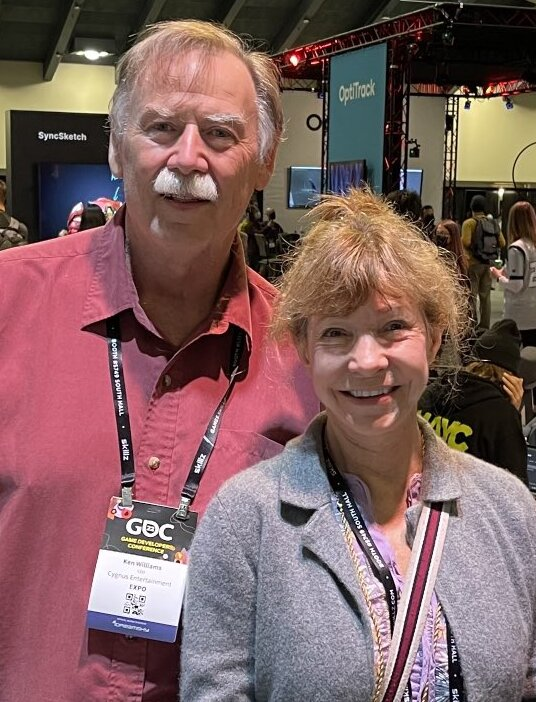
Roberta et Ken Williams à la Game Developpers Conference en 2022

En 2011, le site spécialisé Gamezebo rapporte que Roberta Williams met fin à sa pause en rejoignant le développement du jeu social Odd Manor, sur Facebook, en tant que consultante en design. En 2012, le studio Replay Games recrute les vétérans de Sierra, Al Lowe et Paul Trowe, pour relancer la série Leisure Suit Larry[réf. souhaitée]. Cette initiative pousse Trowe à tenter de convaincre les époux Williams de revenir dans l’industrie vidéoludique. De son côté, Activision confie à Telltale Games le développement d’un nouvel épisode de la série King's Quest[réf. souhaitée]. Roberta Williams refuse de participer activement au projet, mais accepte de fournir quelques conseils. Le jeu est finalement annulé en 2013. En 2014, Activision relance la marque Sierra et confie au studio The Odd Gentlemen la création de King’s Quest: A Knight to Remember. Selon le studio, Roberta Williams est consultée « afin de concevoir un jeu tel qu’ils l’auraient fait s’ils avaient poursuivi dans le genre du jeu d’aventure ». 
En 2019, la Vancouver Film School annonce la création de la bourse The Roberta Williams Women in Game Design Scholarship, en partenariat avec les studios de développement The Coalition et Blackbird Interactive. En 2021, Roberta Williams auto-publie son premier roman, Farewell to Tara, dont l’intrigue se déroule en Irlande au milieu du XIXe, durant la Grande Famine.
En juin 2021, Roberta et Ken Williams annoncent leur retour dans le développement de jeux vidéo, en collaboration avec l’artiste Marcus Maximus Mera,. Lors d’une interview la même année, Roberta fait preuve de prudence quant à la capacité d’un concepteur vétéran à réintégrer l’industrie après une longue absence, soulignant qu’il peut être pertinent de conclure une carrière à son apogée. En 2022, le couple dévoile que leur nouveau studio, Cygnus Entertainment, travaille sur un remake du jeu Colossal Cave Adventure, intitulé Colossal Cave 3D Adventure. Roberta explique que ce jeu pionnier des années 1970 a été une source d’inspiration déterminante pour sa carrière, et qu’elle se montre enthousiaste à l’idée de le réimaginer sous forme d’une expérience interactive en 3D.

## Œuvres réalisées

### Ludographie
- Mystery House (1980)
- Mission Asteroid (1980)
- Wizard and the Princess (1982)
- Time Zone (1982)
- The Dark Crystal (jeu vidéo) (1984)
- The Black Cauldron (1984)
- Mickey's Space Adventure (1984)
- King's Quest I: Quest for the Crown (1984)
- King's Quest II: Romancing the Throne (1985)
- King's Quest III: To Heir is Human (1986)
- King's Quest IV: The Perils of Rosella (1988)
- Mixed Up Mother Goose (1988)
- Laura Bow I: The Colonel's Bequest (1989)
- King's Quest V: Absence Makes the Heart Go Yonder! (1990 et 1991 pour la version CD-ROM)
- King's Quest 1: The Quest for the Crown  (1990)
- Mixed Up Mother Goose CD (1990)
- King's Quest VI: Heir Today, Gone Tomorrow (1992 et 1993 pour la version CD-ROM)
- King's Quest VII: The Princeless Bride (1994)
- Phantasmagoria (1995)
- Phantasmagoria II : Obsessions fatales (1996)
- King's Quest VIII: The Mask of Eternity (1998)